# Шмиклавж (Горњи Град)
Шмиклавж (словен. Šmiklavž) је некадашње насеље у општини Горњи Град, Савињска регија, Словенија.

## Историја
До територијалне реорганизације у Словенији била је у саставу старе општине Мозирје. 2005. године насеље је укинуто и заједно са насељем Тиросек и делом насеља Дол припојено у ново насеље Нова Штифта.

## Становништво
| Број становника према пописима | Број становника према пописима |
| ------------------------------ | ------------------------------ |
| 1991                           | 2002                           |
| 257                            | 248                            |

Напомена: Године 2005. укинут и спојен са насељем Тиросек и делом насеља Дол у ново самостално насеље Нова Штифта.